# モンテローザ (企業)

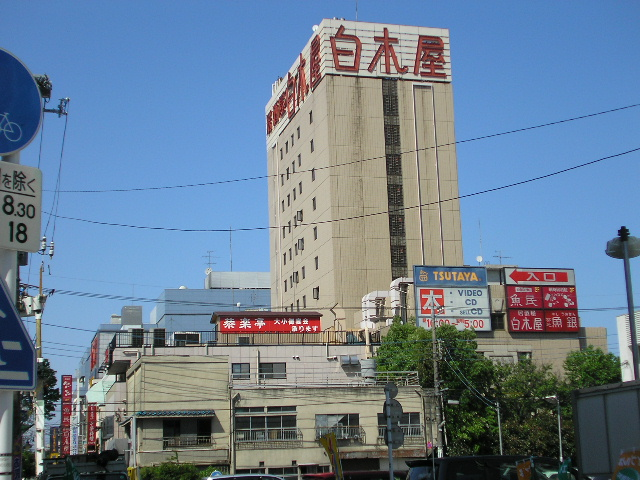
旧モンテローザ本社（東京都武蔵野市。現在は移転し現存しない）

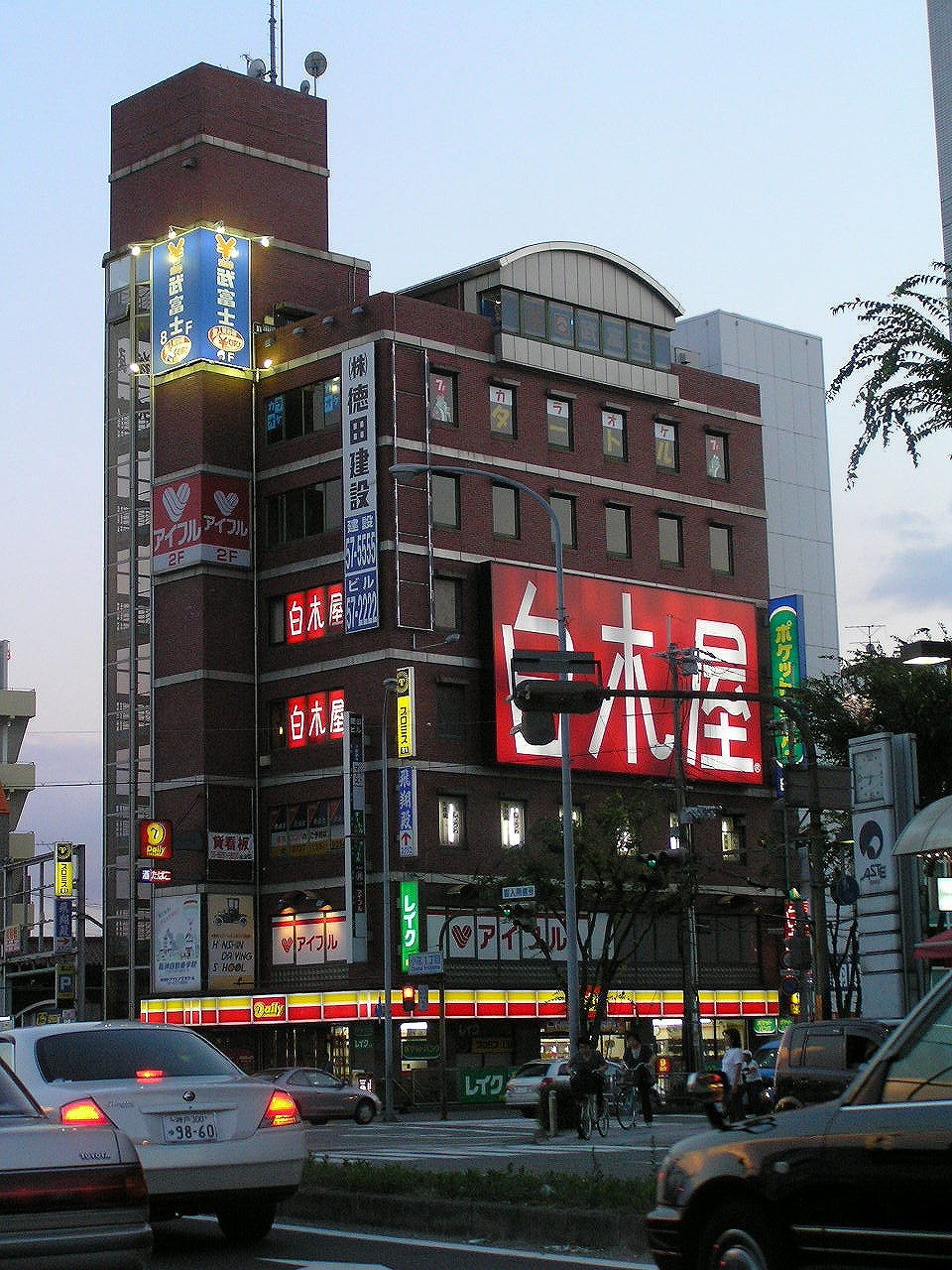
白木屋店舗（兵庫県川西市）

株式会社モンテローザは、日本の外食チェーンストアの1つ。「白木屋」、「魚民」、「目利きの銀次」、「千年の宴」などのブランドで居酒屋を全国に展開している。

## 概要
1975年、つぼ八五反田東口駅前店店長だった大神輝博が独立し、新宿歌舞伎町にパブレストラン「モンテローザ」を開店したことに始まる。
1983年に株式会社化し現社名となり、同年6月1日に一号店となる白木屋中野南口駅前店が開店する。
1992年には50店舗、1993年100店舗、1996年には300店舗と店舗網を拡大した。同社はグループ8888店舗達成を目標に掲げており、2005年には25業態1300店舗を達成した。
「低コスト体質」と「多業態展開」で、10年あまりで売上高は10倍になり、居酒屋市場での順位も8位から業界首位に立った。
出店コストを抑えるために、敢えて二等立地に店舗を構える。その代わり客層や、価格帯、趣向が異なれば新業態を開発する。時代の流れをとらえ、ワタミ、コロワイドとともに居酒屋業界の「新御三家」とも呼ばれるようになる。
リーマンショック直後の2008年12月19日の日本経済新聞で、正社員500人を採用すると報じられた。2009年4月までに、大手メーカーなどの雇用調整で失業した派遣社員、正社員を対象に採用すると発表。結果2000人の応募があり、予定を超過し、600人を採用した（シルシルミシルより）。
主に展開している業態については一覧を参照。
2011年、農林水産省「第4回 国産野菜の生産・利用拡大優良事業者表彰」にて（独）農畜産業振興機構理事長賞「（株）モンテローザ・ヤマダイ食品（株）・茨城中央園芸農業協同組合」グループの表彰式典を受賞。
創立30周年を迎えた2013年に全国店舗数2000店舗（海外店舗含む）を達成。
個室・大宴会場・キッズスペース・カラオケ付き個室など他社の居酒屋よりも設備を整えているのが特徴である。カラオケは創業よりBMBのB-kara→U-kara→UGA→uga plusとデイ市場の機器が導入されていたが、後期ではナイト市場モデルであるuga next Liteに切り替えられた。UGAシリーズを時代によって入れ替えていたが、BMBがエクシングに吸収合併されたため、現在はJOYSOUNDのナイト市場モデルであるJOYSOUND fRが設置されている。
日本国内においては2000年に全国への出店を達成した。

## 沿革
- 1975年（昭和50年）- 現社長の大神輝博が独立し、パブレストラン「モンテローザ」を開店する。
- 1983年（昭和58年）
  - 株式会社化し、株式会社モンテローザを設立。
  - 白木屋一号店「白木屋中野南口駅前店」開店。
- 1993年（平成5年）
  - 魚民一号店「新横浜駅前店」開店。
  - 総店舗数100店舗を達成。
- 1996年（平成8年）- 売上高500億円を達成。
- 1997年（平成9年）- 総店舗数500店舗を達成。
- 1998年（平成10年）- 売上高1,000億円を達成（業界首位）。
- 1999年（平成11年）- 笑笑一号店「新橋レンガ通り店」開店。
- 2000年（平成12年）- 全国（47都道府県）での出店達成。
- 2002年（平成14年）- 総店舗数1,000店舗を達成。
- 2003年（平成15年）- 有限会社モンテローザファームを設立し、農業事業に進出。
- 2004年（平成16年）- 初の海外店舗として香港に「笑笑」を出店。
- 2005年（平成17年）
  - 千年の宴一号店を開店。
  - 「白木屋」を上海に出店し、中国本土に進出。
- 2008年（平成20年）- モンテローザファームが茨城県牛久市で国内農業生産事業へ参入。
- 2009年（平成21年）- 総店舗数1,500店舗を達成。
- 2010年（平成22年）
  - 韓国に「白木屋」を出店し、同国へ進出。
  - モンテローザファームが有機JAS認定を取得。
- 2012年（平成24年）
  - モンテローザファームが山梨県南都留郡忍野村で農業生産事業を開始。
  - 台湾に「白木屋」を出店し、同国へ進出。
  - 山内農場一号店を開店。
- 2013年（平成25年）
  - 会社設立30周年。総店舗数2,000店舗を達成。弁当の宅配事業へ参入。
  - モンテローザファームが鹿児島県阿久根市で養鶏事業を開始。
- 2022年（令和4年）- 本社を東京都武蔵野市から東京都杉並区に移転。

## 農業事業
農業事業を100%出資子会社である有限会社モンテローザファームが展開している。同社の農場では、モンテローザが展開する「白木屋」「魚民」「笑笑」などの店舗のサラダ等で使用する水菜、グリーンカール等を主に栽培している。
2010年12月に有機JAS認定を取得。2012年には山梨県南都留郡忍野村にて農業生産事業を、2013年には鹿児島県阿久根市で養鶏事業を開始し、山内農場や月の宴などモンテローザが展開する一部の高単価業態向け食材として利用されている。

## 陸上競技部
モンテローザ陸上競技部は2003年に創部され、十種競技日本選手権で5連覇を達成した選手（後に同部監督に就任）をはじめ所属選手が数多くの実績を残してきた。選手は同時に社員としても勤務しており、店長職や本社での管理部門などで仕事をしながら陸上選手として活動してきた。しかし、売上減少により2016年に陸上競技部を廃部すると報道発表があり、2017年3月31日をもって14年間の活動に終止符を打った。一部選手は、ヤマダ電機（現・ヤマダホールディングス）に移籍した。

## 主なトラブル

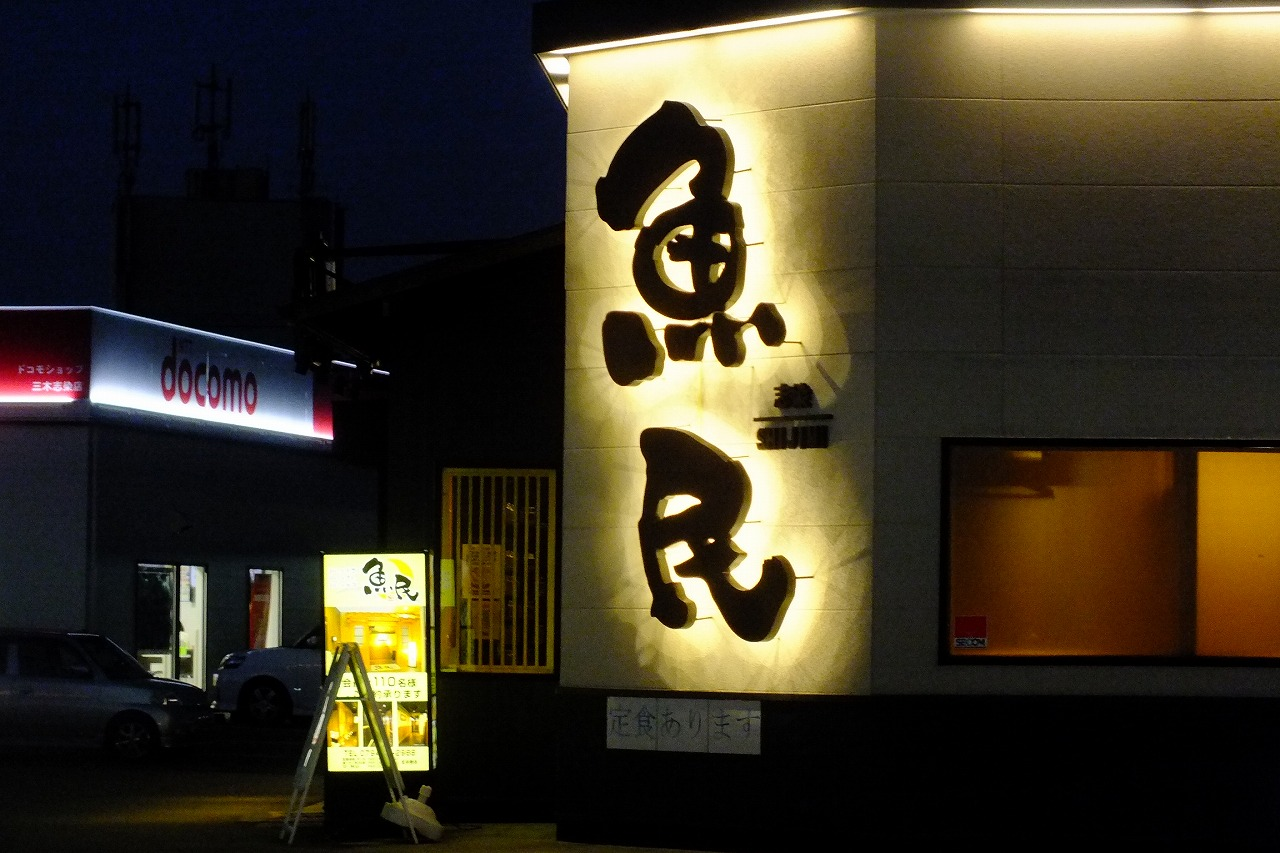
魚民（志染西口駅前店）

### 「魚民」vs「和民」看板紛争
2003年12月26日、モンテローザは、居酒屋チェーン「和民」を経営するワタミフードサービスに対し、同社が「『和民』に似た名称の店名、似たデザインの看板をモンテローザの『魚民』がわざと使っている」との虚偽の事実を公表したとして、3000万円の賠償を求める訴えを東京地方裁判所に起こした。
それに対し、ワタミ側も名誉を傷つけられたとして逆提訴。互いに「店を混同させる手法があからさま」（ワタミ）、「赤地に白抜きの看板は外食産業の共通財産」（モンテローザ）と主張を対立させたものの、翌年12月17日、東京地裁で和解が成立。「魚民」が看板の使用を中止する義務はないことを「和民」側が認める、モンテローザ社が損害賠償請求を取り下げる、双方が今後、お互いを誹謗中傷しないことなどが条件。
これにより「魚民」と「和民」が共存することになった。
ところがワタミ社長・渡邉美樹はその後、2007年に著書『もう、国には頼らない。』中で“○民”と名を挙げ“和民というヒットした先行者がいれば真似て全部そっくりにする者が出て来る”と記す。モンテローザはこれを和解内容に反するとして、法人のワタミ及び渡邉に対し1億円の賠償を求め提訴。東京地裁は2009年11月16日、渡邉個人の責任のみを認め300万円の賠償を命じた。

### 「月の宴」vs「月の雫」紛争
2003年7月8日 「月の雫」を運営する三光マーケティングフーズが、「月の宴」を運営するモンテローザに対して、6000万円の損害賠償を求める訴訟を横浜地方裁判所に起こした。
訴状によると、店名や月をモチーフにしたロゴタイプが似ているだけでなく、メニューの豆腐を「豆冨」と表示している点も同じ。料理によっては説明文までまったく同じだったという。
2006年9月に和解。これにより共存になった。

### 「魚民」におけるもつ鍋への虫の混入
2021年11月16日、前日の15日夜に東京都北区の「魚民」赤羽東口駅前店を利用した客が「もつ鍋に虫のようなものが付着していた」としてTwitterに画像付きで投稿した。投稿は広く拡散され、店に対する批判が集中し炎上した。
本件を受け、保健所は同日中に店舗に対する立ち入り検査を実施した。モンテローザは、保健所から調理場内の衛生状態に対する指摘はなかったとした上で、洗浄不備が原因ではないかという見解があったとしている。また当社では、店舗で重大な苦情が発生した場合は速やかに本部に報告するという規定があったが、本件については当該店舗からの報告ではなく、利用客から「お客様相談窓口」に寄せられたメールによって本部が事態を把握したことを公表している。
翌17日、モンテローザは「白菜の洗浄不足でアブラムシのような虫が多数混入したようです。あってはならないことでお客様には深くおわび申し上げます」と事実関係を認め、謝罪した。この日以降、本件は毎日新聞やフジテレビ系列など複数の主要メディアによって報じられた。毎日新聞はまた、報道内容を翻訳した上で18日付の英文記事として公開した。

## 主な業態展開
- 外食事業
  - 居楽屋「白木屋」
  - 美食厨房「白木屋」
  - プライベートダイニング「魚民」
  - 居楽屋「笑笑」
  - 個室空間「千年の宴」
  - 「ホルモンおいで屋」
  - 海鮮楽屋「福福屋」
  - 隠れ家ごはん「月の宴」
  - SHO-CHU STYLE「くろ○」
  - 韓流居酒屋「グンチャン」
  - 北海道「魚萬」
  - 横濱「魚萬」
  - 築地直送仲介人「目利きの銀次」
  - 炭火焼鳥「めでた家」
  - BIG焼き鳥&熱々石焼「268円厨房 うちくる」
  - カジュアルダイニング「Kocoro-ya」
  - お好み焼き「みつえちゃん」
  - 鹿児島伝承地鶏「山内農場」
  - 隠れ家美食「竹取酒物語」
  - 鉄板居酒屋「焼蔵」
  - 美食屋「かみふうせん」
  - 和食ダイニング「鶏のGeorge」
  - 「モンテカフェ (MonteCafe) 」
  - 「豊後高田どり酒場」
  - ビア&レストラン「モンテビア」
  - ゆば豆富料理「月の花」
  - 築地すし「魚銀」
  - つきじ「すしざむらい」
  - ステーキハンバーグ&サラダバー「テル」
  - ステーキレストラン「カミナリステーキ」
  - 「うまいごはん家」
  - 自然食Viking Restaurant「モンテローザファーム」
  - 「笑っテル食堂」
  - カラオケ「歌之助」
  - アミューズメントダイニング「黄金虫」
- ホテル事業
  - 「ホテルモンテローザ」（群馬県太田市に1店舗）

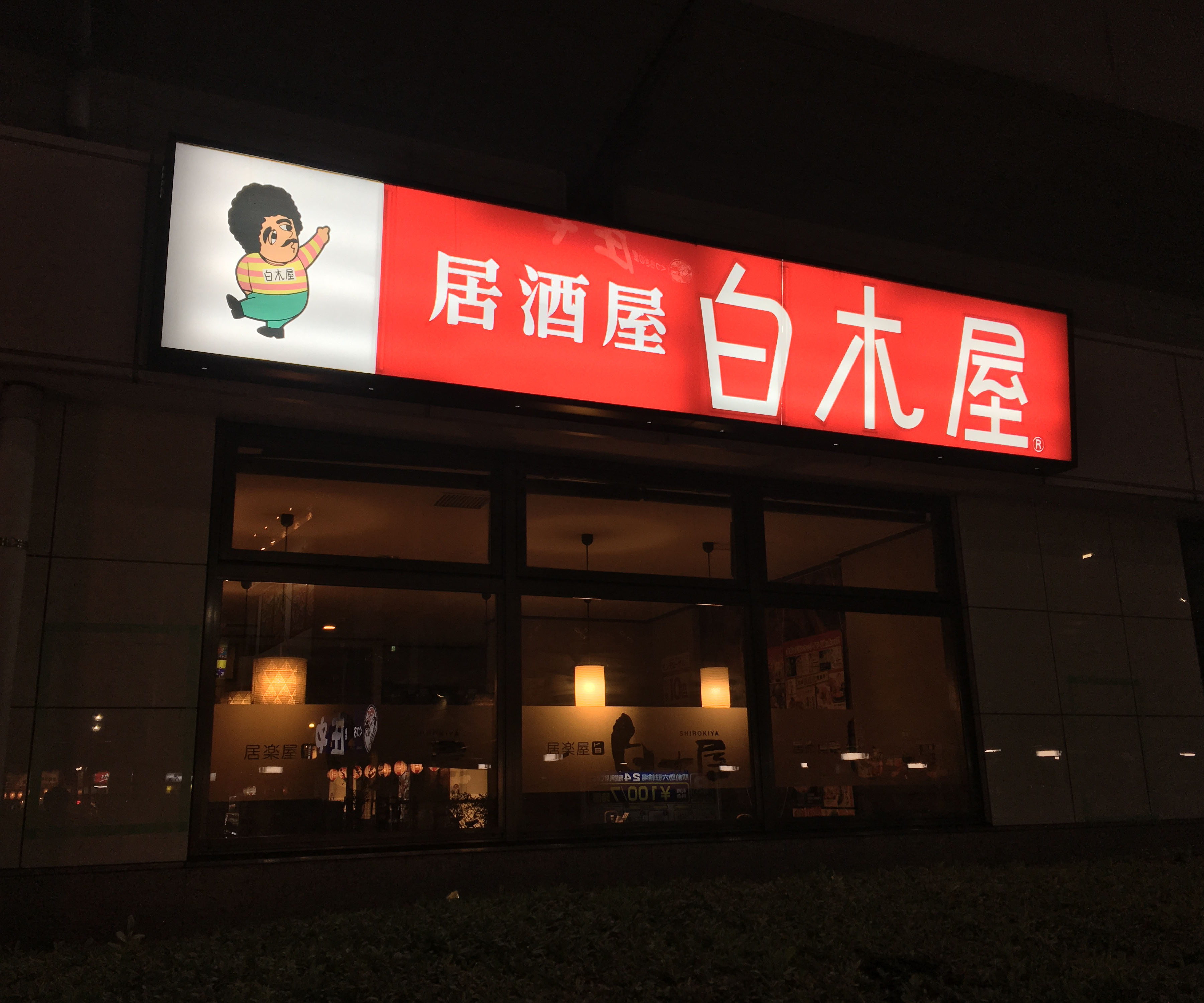
白木屋（谷塚駅前店）
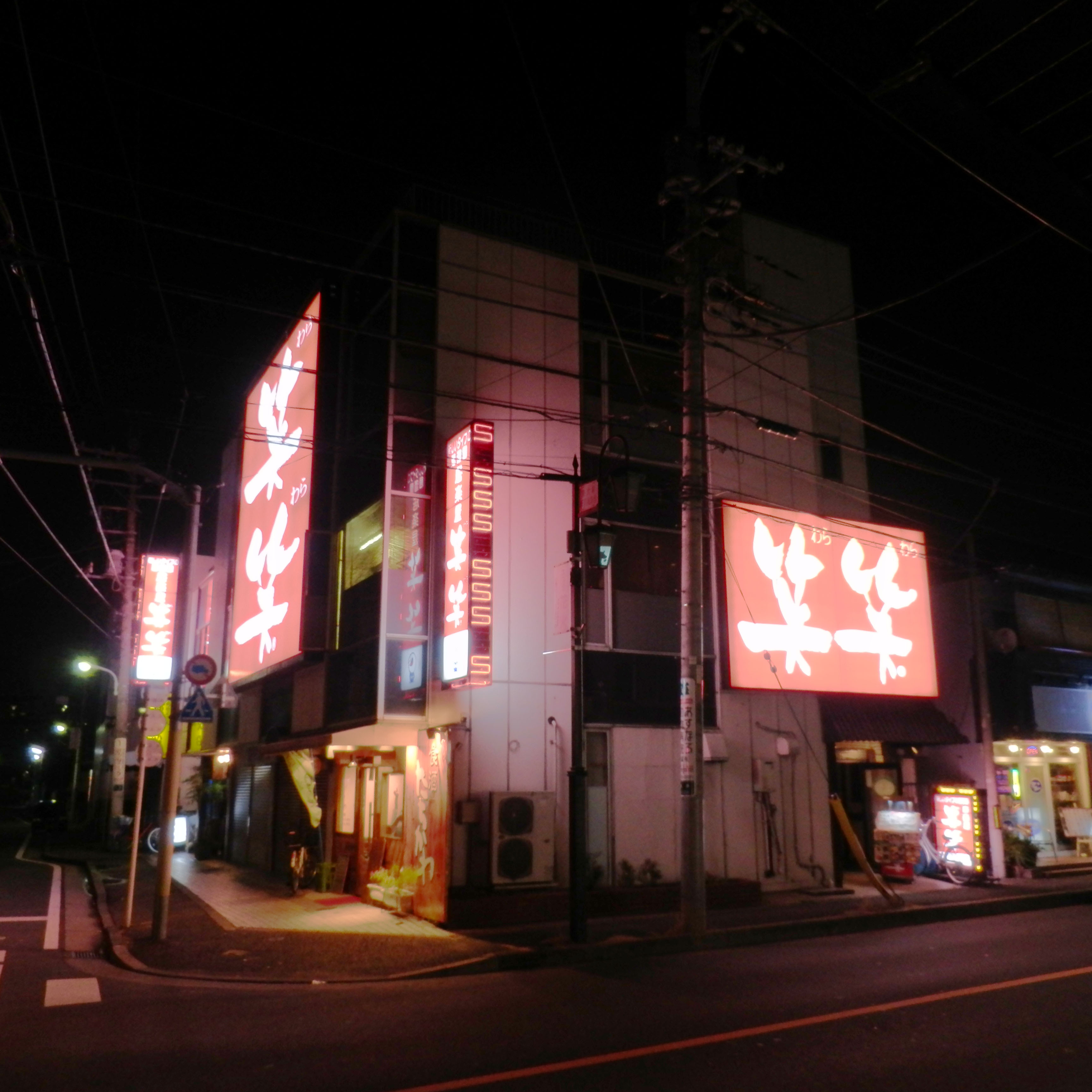
笑笑（東大和市駅前店）
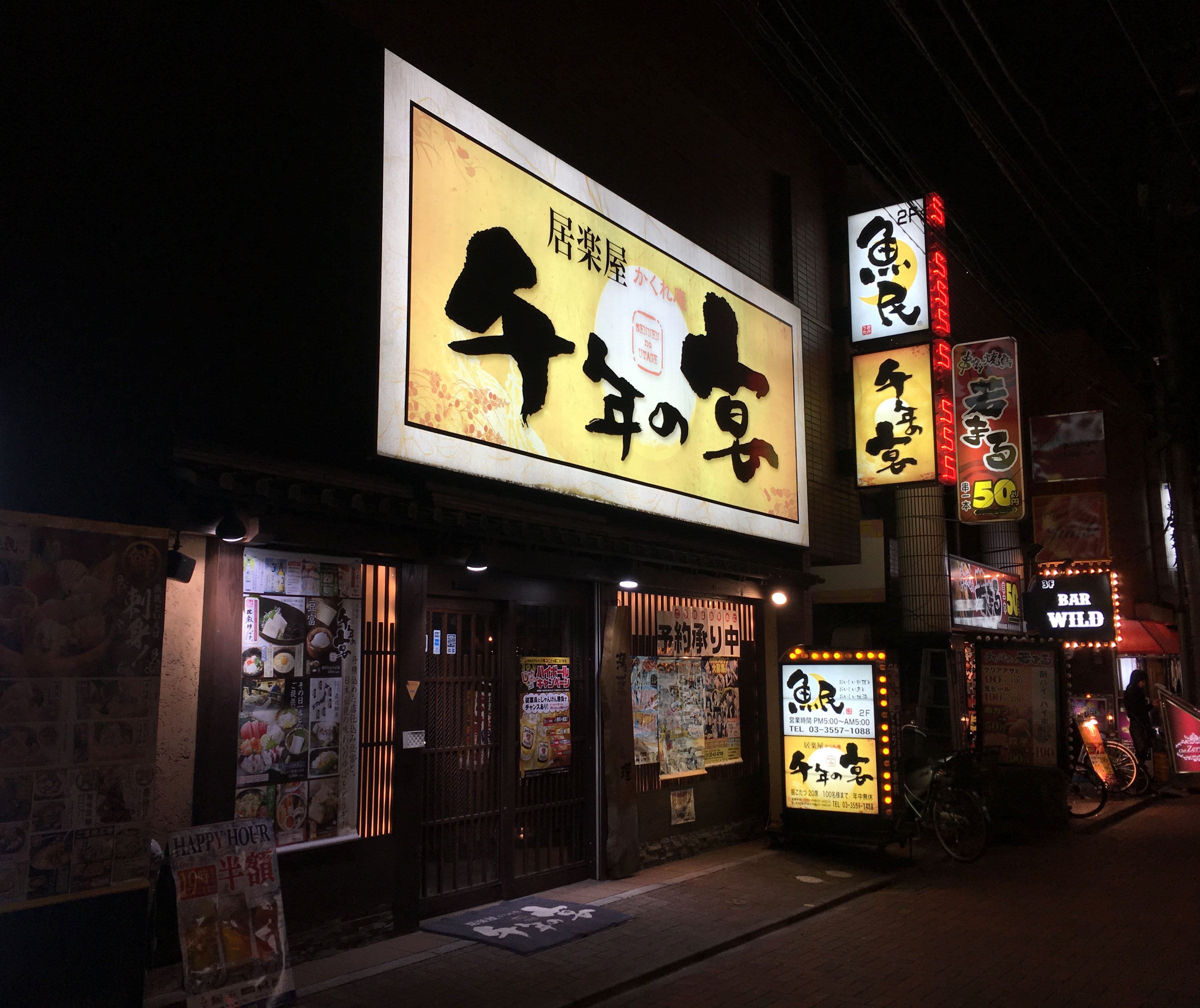
千年の宴（練馬駅前店）
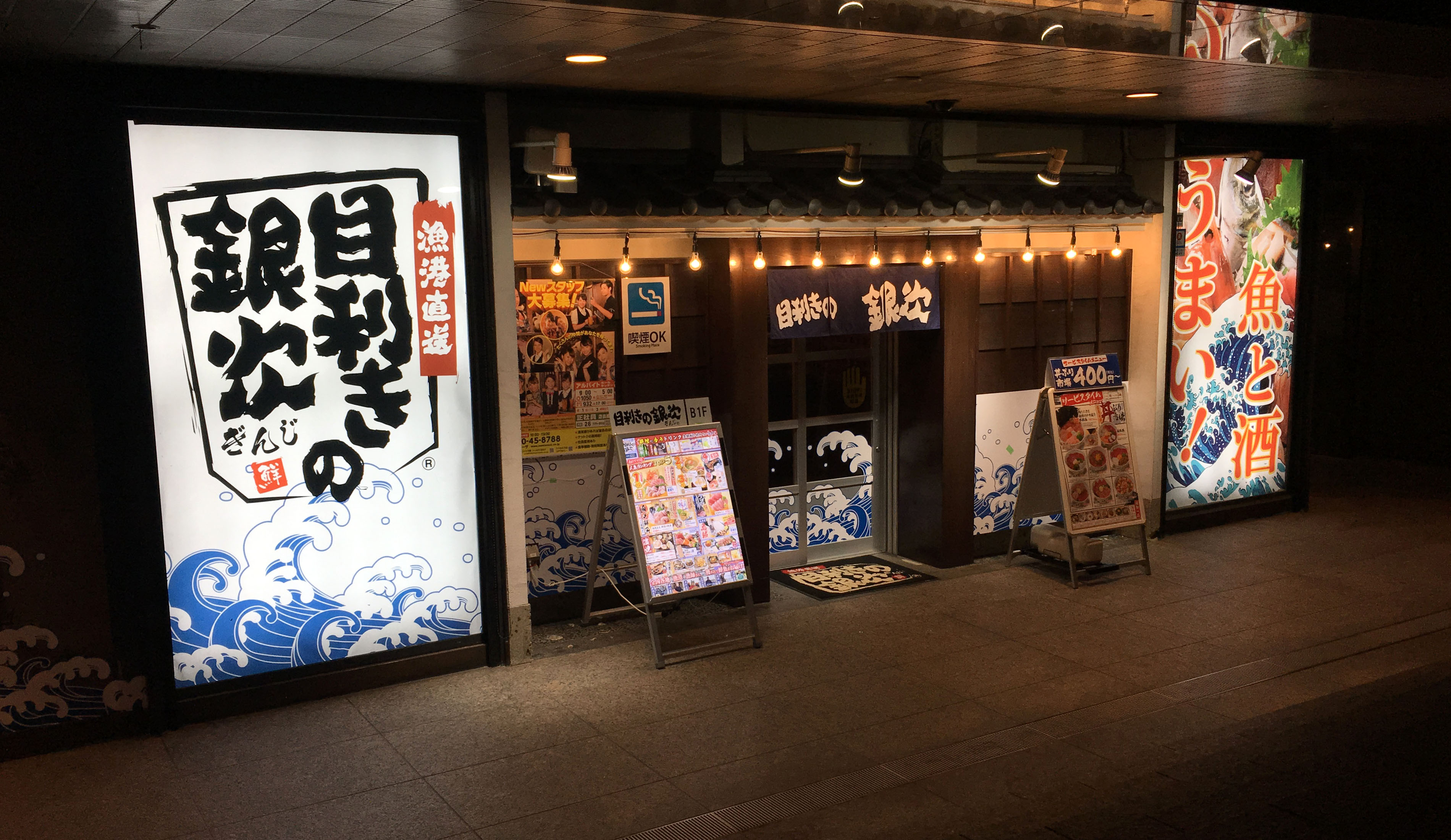
目利きの銀次（人形町駅前店）
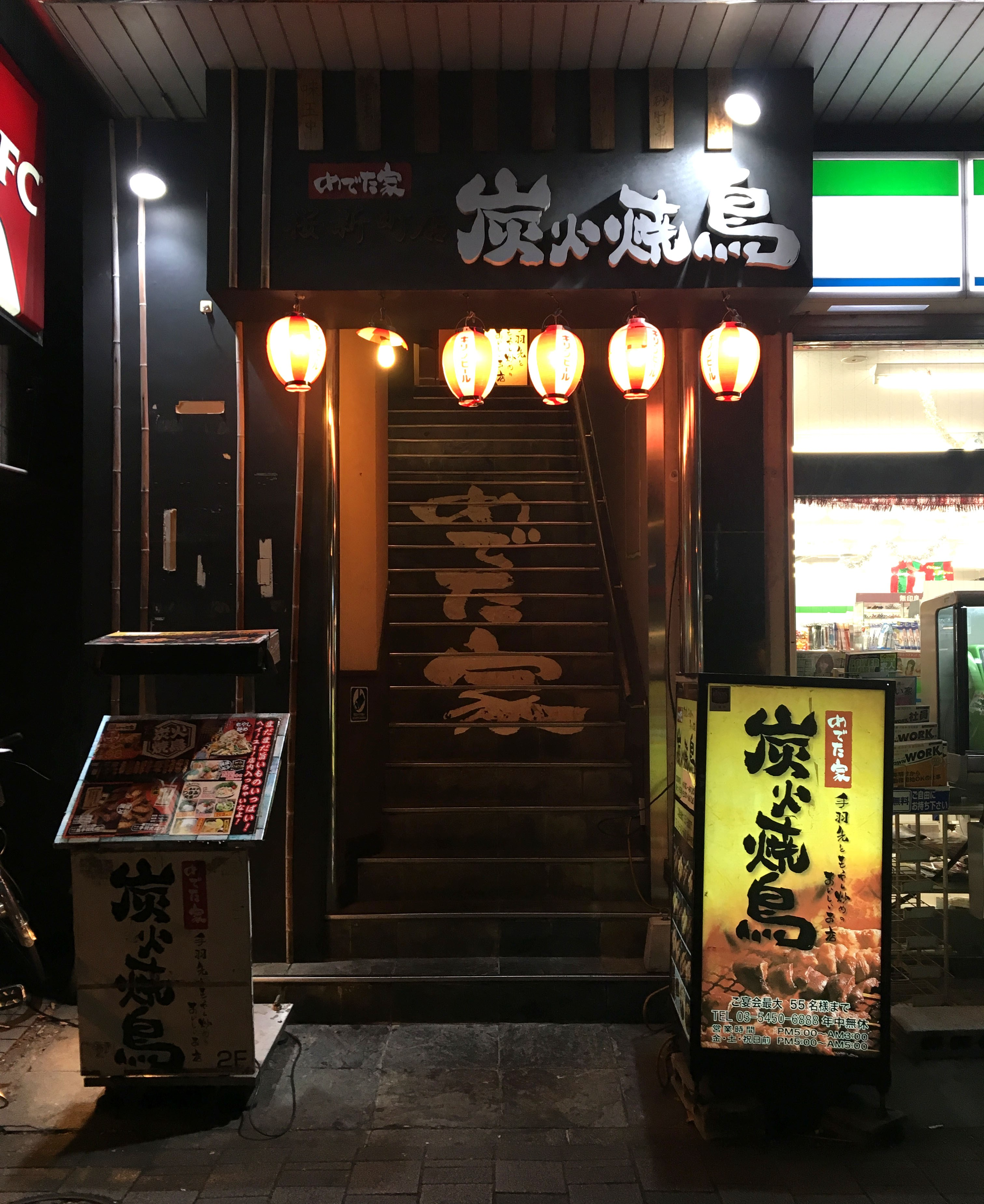
めでた家（桜新町西口駅前店）
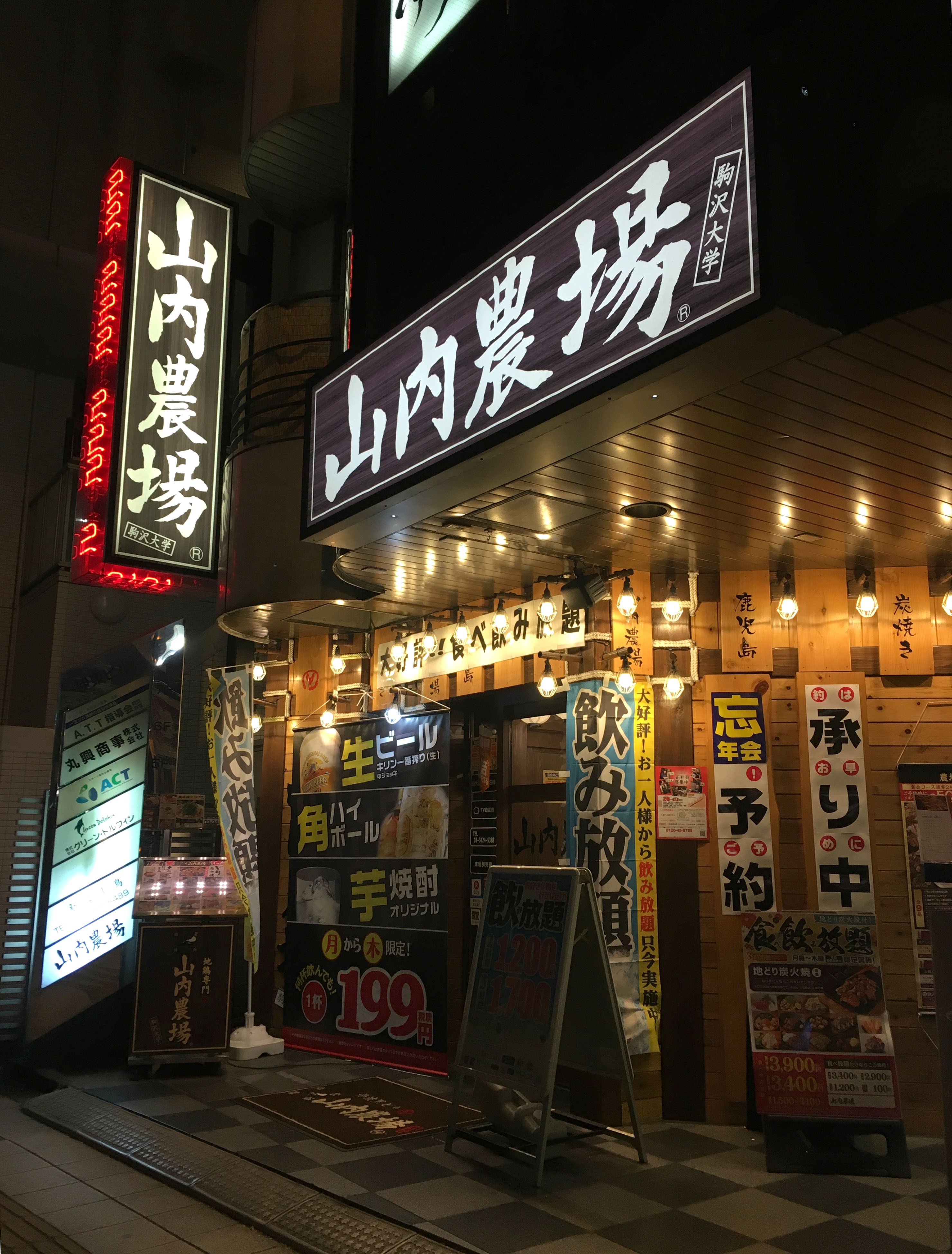
山内農場（駒沢大学駅前店）
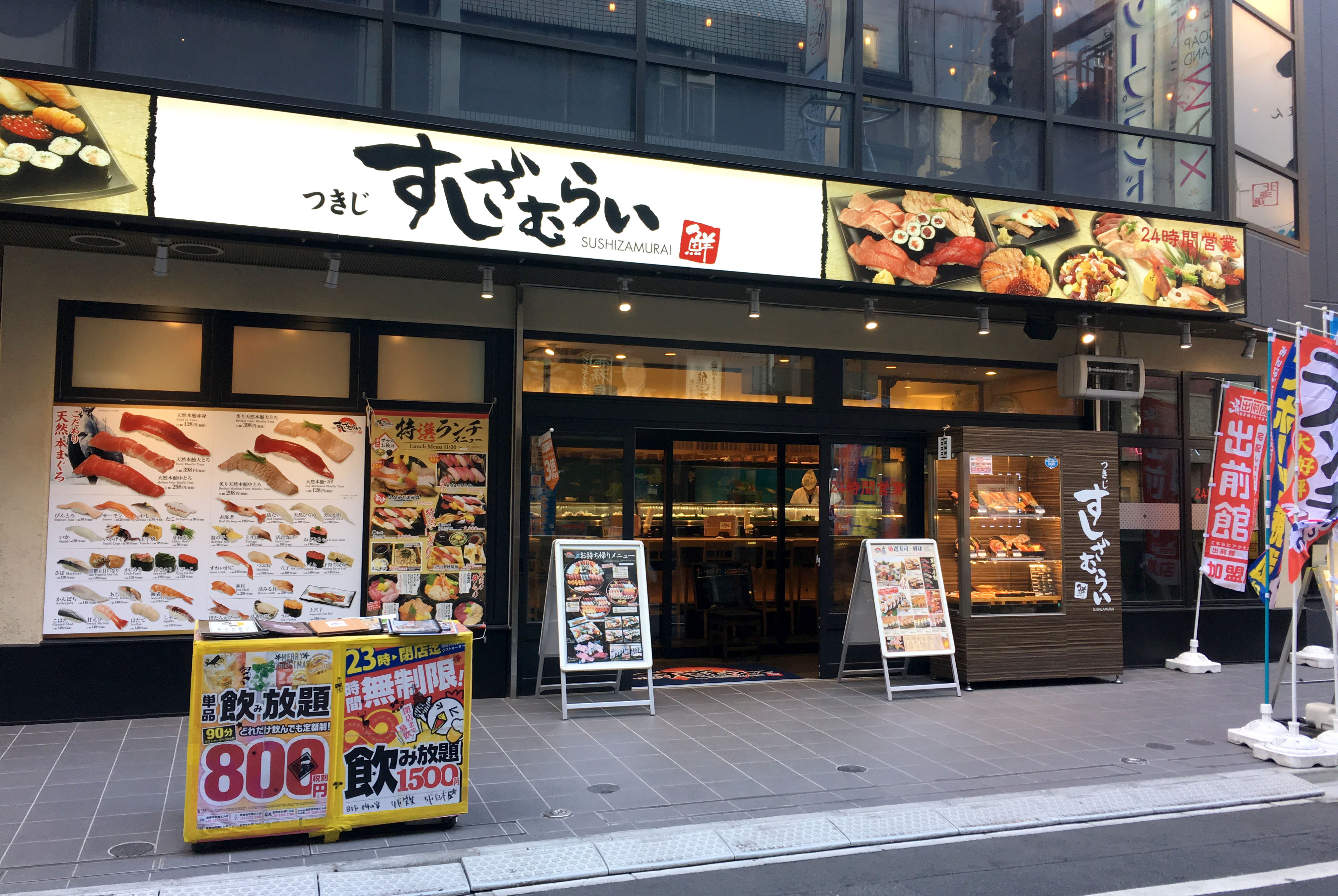
すしざむらい（歌舞伎町輝ビル総本店）
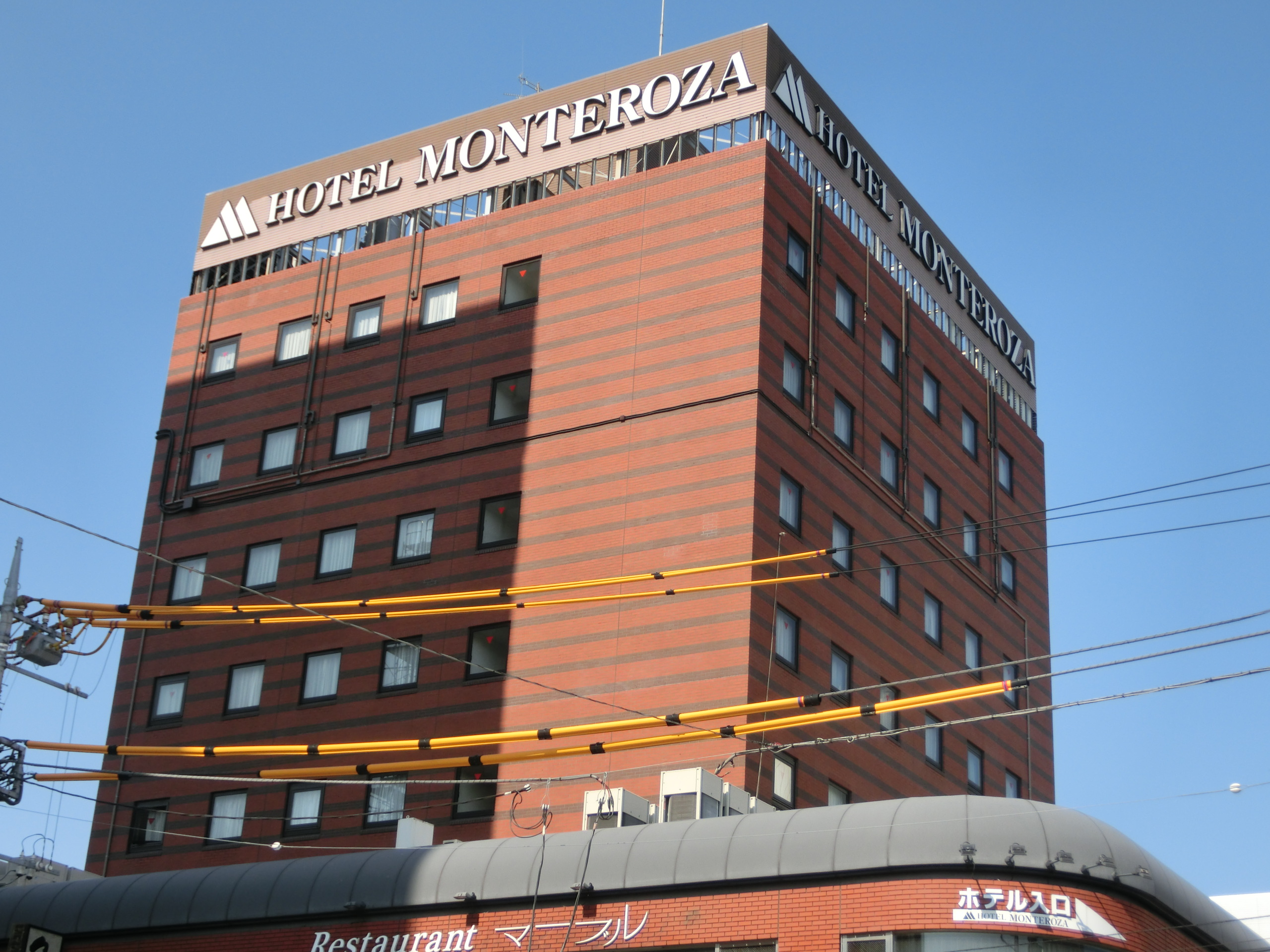
ホテルモンテローザ（群馬県太田市）

### のみくい処「魚民」

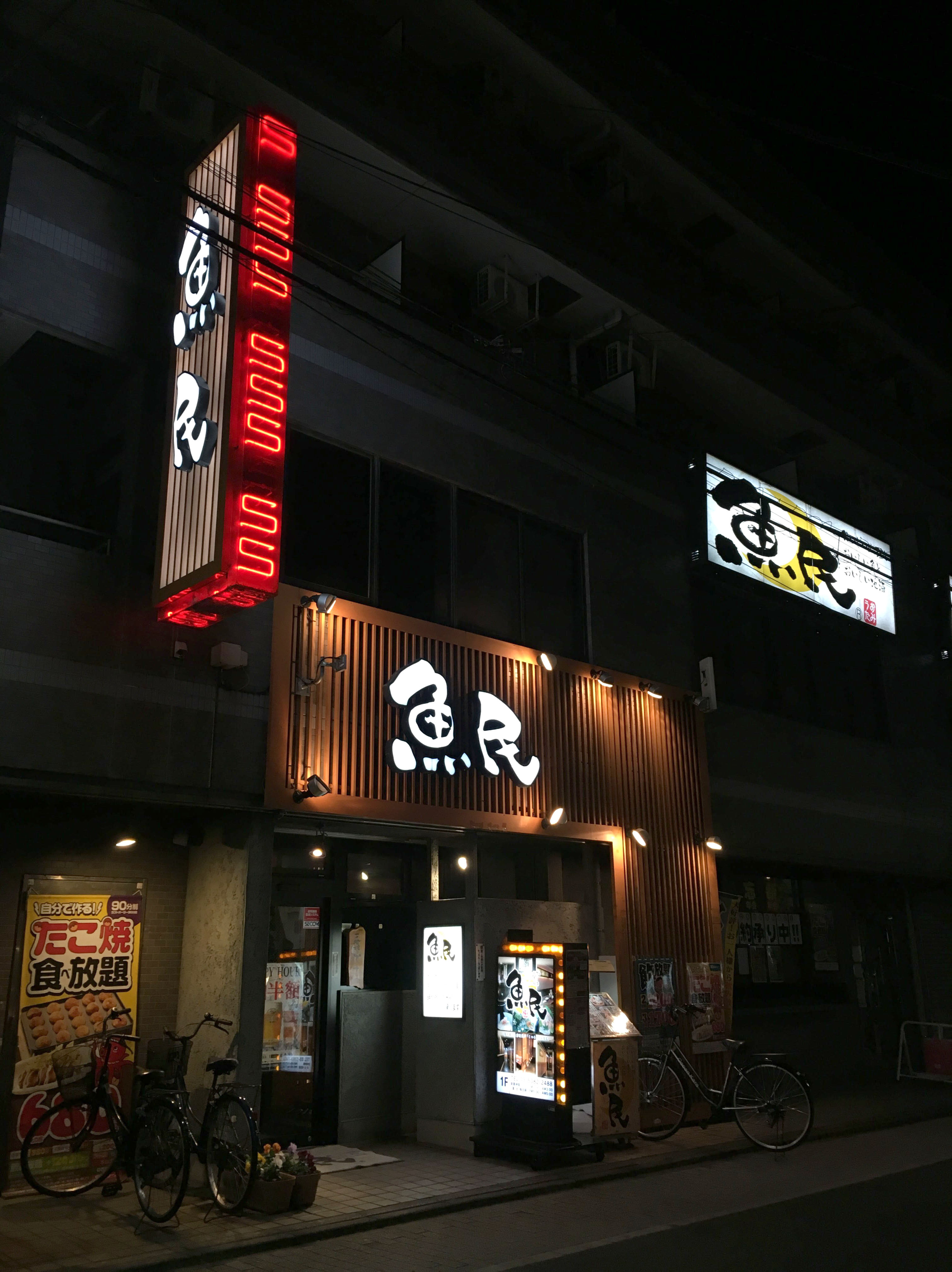
魚民（上井草南口駅前店）

のみくい処 魚民（のみくいどころ うおたみ）は、株式会社モンテローザ（本社：東京都武蔵野市）が運営する居酒屋チェーン店。
- 沿革
  - 魚民1号店 - 新横浜駅前店（1994年11月2日オープン）
  - 魚民50号店 - 蘇我東口駅前店（1996年1月17日オープン）
  - 魚民300号店 - 八王子北口駅前店（2003年3月24日オープン）以後順次開店する。